# Manguredjipa
Manguredjipa est une localité du territoire de Lubero située à 100 km à l'ouest de la ville commerciale de Butembo, à l'extrême Nord-Ouest de la province du Nord-Kivu, en république démocratique du Congo. Elle est située près du parc national de la Maïko.

## Environnement
Dans la contrée de Manguredjipa, il y a des éclaircies. Pas de précipitations. Les températures fluctueront entre 20 et 32°C.